# 중화인민공화국의 대외 관계

중화인민공화국의 국장

중화인민공화국은 세계 대부분의 국가들과 외교 관계를 맺고 있다. 1950년 5월 9일, 스웨덴이 서방 국가로서는 최초로 중국과 외교 관계를 수립하였다. 외교에 있어서 특필해야할 점은 현재 분단국가인 중화인민공화국 정부가 스스로를 중화민국에 대하여 "중국의 정통 정부"라고 하고 있는 점이다. 중화인민공화국은 냉전 구도 하에서, 건국 당시에는 완전히 공산 진영에 편입되어 있었다. 그러나, 소비에트 연방의 스탈린이 사망한 후 중소 대립을 거쳐, 1964년 1월에 프랑스와 수교 하였고, 1971년 10월 25일에 유엔 총회 결의 제2758호로 유엔에 가입과 동시에 상임이사국으로 인정받으면서 급물살을 타기 시작하였다. 비슷한 시기인 1971년 8월부터 미국의 헨리 키신저가 비밀리에 베이징을 방문해서 저우언라이 총리와 회담을 가진 결과, 1972년 2월 21일 리처드 닉슨 대통령과 마오쩌둥 국가주석 간의 정상회담이 이뤄진 이후에는 중화인민공화국이 중화민국보다 점차 국제무대의 주인공으로 부상하였다. 1979년부터 미국과 전격적으로 수교하는 등 자유 진영과의 관계회복을 이루었다. 또한, 냉전 하에 있어서 서방측 여러국가와 소련과의 대립 등 미묘한 관계 속에서, "중국을 대표하는 합법 정부는 중화민국이 아니라 중화인민공화국이다"라는 주장을 다수의 서방 국가로부터 인정받아 하나의 중국 원칙도 성공을 거두어 중화민국에 대하여 유리한 고지를 점할 수 있게 되었다. 1989년 소련의 미하일 고르바초프가 중화인민공화국을 방문함으로써 소련-중국 간의 오랜 대립이 종지부를 찍었다. 1978년부터 시작된 경제개혁으로 여러 나라와의 교류 관계도 강화하고, 2001년에는 세계무역기구에도 가맹하였다.
중화인민공화국은 타이완을 자국의 영토로 주장하며 중화민국 정부를 승인하지 않는다. 유엔 가맹국 중 12개국과 바티칸 시국은 현재까지 중화민국을 인정하며 관계를 유지하고 있고, 부탄은 중화인민공화국 및 중화민국 모두와 외교 관계가 없다. 폴란드는 1949년 10월 5일 중화인민공화국을 승인하였고, 양국은 10월 7일 대사급 외교 관계를 맺었다.

## 주요 국가와의 관계
| 나라           | 긍정적 | 부정적 | 중립적 | 차이 |
| -------------- | ------ | ------ | ------ | ---- |
| 일본           | 9%     | 86%    | 5      | -77  |
| 스웨덴         | 14%    | 85%    | 1      | -71  |
| 오스트레일리아 | 15%    | 81%    | 4      | -66  |
| 덴마크         | 22%    | 75%    | 3      | -53  |
| 영국           | 22%    | 74%    | 4      | -52  |
| 미국           | 22%    | 73%    | 5      | -51  |
| 대한민국       | 24%    | 75%    | 1      | -51  |
| 캐나다         | 23%    | 73%    | 4      | -50  |
| 네덜란드       | 25%    | 73%    | 2      | -48  |
| 벨기에         | 24%    | 71%    | 5      | -47  |
| 독일           | 25%    | 71%    | 4      | -46  |
| 프랑스         | 26%    | 70%    | 4      | -44  |
| 스페인         | 36%    | 63%    | 1      | -27  |
| 이탈리아       | 38%    | 62%    | 0      | -24  |

| 나라           | 긍정적 | 부정적 | 차이 |
| -------------- | ------ | ------ | ---- |
| 스페인         | 15%    | 68%    | –53  |
| 미국           | 22%    | 70%    | –48  |
| 인도           | 19%    | 60%    | –41  |
| 튀르키예       | 29%    | 54%    | –25  |
| 프랑스         | 35%    | 60%    | –25  |
| 인도네시아     | 28%    | 50%    | –22  |
| 영국           | 37%    | 58%    | –21  |
| 독일           | 20%    | 35%    | –15  |
| 캐나다         | 37%    | 51%    | –14  |
| 오스트레일리아 | 46%    | 47%    | –1   |
| 브라질         | 45%    | 38%    | 7    |
| 그리스         | 37%    | 25%    | 12   |
| 페루           | 49%    | 34%    | 15   |
| 러시아         | 44%    | 23%    | 21   |
| 멕시코         | 55%    | 26%    | 29   |
| 케냐           | 63%    | 27%    | 36   |
| 파키스탄       | 63%    | 12%    | 51   |
| 나이지리아     | 83%    | 9%     | 74   |
| 중화인민공화국 | 88%    | 10%    | 78   |

| 나라       | 긍정적 | 부정적 | 차이 |
| ---------- | ------ | ------ | ---- |
| 체코       | 25%    | 69%    | –44  |
| 프랑스     | 21%    | 63%    | –42  |
| 룩셈부르크 | 24%    | 61%    | –37  |
| 독일       | 26%    | 61%    | –35  |
| 스웨덴     | 31%    | 64%    | –33  |
| 이탈리아   | 29%    | 60%    | –31  |
| 스페인     | 29%    | 59%    | –30  |
| 네덜란드   | 32%    | 60%    | –28  |
| 덴마크     | 32%    | 59%    | –27  |
| 벨기에     | 34%    | 61%    | –27  |
| 오스트리아 | 34%    | 57%    | –23  |
| 핀란드     | 36%    | 55%    | –19  |
| 몰타       | 30%    | 47%    | –17  |
| 슬로베니아 | 41%    | 53%    | –12  |
| 폴란드     | 37%    | 48%    | –11  |
| 헝가리     | 40%    | 50%    | –10  |
| 포르투갈   | 36%    | 45%    | –9   |
| 슬로바키아 | 36%    | 44%    | –8   |
| 아일랜드   | 39%    | 47%    | –8   |
| 그리스     | 45%    | 49%    | –4   |
| 영국       | 39%    | 41%    | –2   |
| 에스토니아 | 43%    | 35%    | 8    |
| 리투아니아 | 49%    | 36%    | 13   |
| 크로아티아 | 54%    | 39%    | 15   |
| 불가리아   | 47%    | 31%    | 16   |
| 루마니아   | 56%    | 34%    | 22   |
| 라트비아   | 51%    | 29%    | 22   |
| 키프로스   | 58%    | 27%    | 31   |

### 중화민국
현재 분단 국가인 중화인민공화국과 중화민국 모두 스스로가 ‘중국의 정통 정부’임을 주장하고 서로의 실체를 인정하지 않고 있다. 중화인민공화국은 타이완섬을 자국 영토인 23번째 타이완 성으로 간주하고 있으며, 중화민국 또한 중국 공산당이 차지하고 있는 중국 대륙을 자국의 영토로 간주하고 재수복 의지를 보이고 있다. 국공 내전으로 인한 분단과 냉전을 거치며 타이완 해협을 둘러싼 양안 관계는 항상 긴장과 완화를 반복해오고 있다.

### 대한민국
냉전 당시 대한민국에게 중화인민공화국은 한국 전쟁에서 조선민주주의인민공화국 측을 지원한 적성국이었다. 이런 과거사 문제로 인해 중화인민공화국과 대한민국은 상호 보완적인 경제적 필요성과 지리적 접근성으로 인하여 활발한 민간 교역을 하면서도, 공식적인 외교 라인의 부재는 양국의 교역을 증대시키는 데 사실상 걸림돌이 되고 있었다. 중화인민공화국과 공식 관계를 맺기 이전의 대한민국은 합법적으로 중화인민공화국의 한국 사람과 중국에 진출한 기업들의 이익을 보호할 수 없었기 때문이다. 중국은 소련과 비교하여 조선민주주의인민공화국과 정치적으로 더 가까웠기 때문에, 중국과 대한민국간의 무역량 증대에도 불구하고 정치관계의 향상은 더뎠다. 중국은 북한과 미국간, 북한과 일본간의 중재, 북한, 대한민국, 미국 3자간의 대화를 시작하도록 노력하였다. 1980년대 중공민항기 사건 이후, 대한민국과 중화인민공화국간의 민간 계약은 더욱 활발해졌다. 양국은 1980년대 말이 되면 자유롭게 상호 방문을 허락하여 학술, 언론, 특히 이산가족 교류가 가능해졌다. 200만명에 가까운 한민족들, 특히 중국 지린성 옌볜 조선족 자치주의 한민족들(조선족)은 대한민국과 활발히 교류하고 있다. 중화인민공화국의 정치적 소동이 중화인민공화국-대한민국 관계에 어떤 영향을 끼쳤는지 판단하기는 어렵다. 1989년 톈안먼 사건 이후, 조선민주주의인민공화국은 예상대로 중국 공산당의 억압적인 조치를 도왔다. 이와 반대로, 대한민국은 더욱 침묵했으나 1989년 톈안먼 사건을 부추긴 것도 그렇다고 비난한 것도 아니었다. 양국의 교역은 더욱 증가하고 있었다. 1989년 12월 냉전 종식이 선언되고, 1989년 5월에 소련의 고르바초프가 중화인민공화국을 방문하여 중-소관계가 정상화된 것은 한-중 수교의 중요한 계기라고 할 수 있다. 그리고 아울러 노태우 정부의 한-소 수교의 성공이 중국에게도 영향을 미쳐 한중 수교를 앞당겼다고 할 수 있다. 그러나 최근 한반도 사드(고고도 미사일 방어체계)로 인해 한중 관계가 악화되었다. 1992년 8월부터 대한민국은 중화민국을 단교하고 중화인민공화국과 수교하여 관계를 유지하고 있다.

### 조선민주주의인민공화국
1949년 10월 6일 양국은 정식으로 수교하였다. 한국 전쟁 당시 조선민주주의인민공화국 측을 지원하기 위해 개입하였고, 1970년대까지 중화인민공화국의 입지를 어렵게 하는 결정적 원인이 되었다. 1953년 휴전 이후, 중화인민공화국은 조선민주주의인민공화국의 전후 복구 과정도 도우면서 사상적 동지로서의 우호선린관계를 다짐하게 되었다.

### 미국

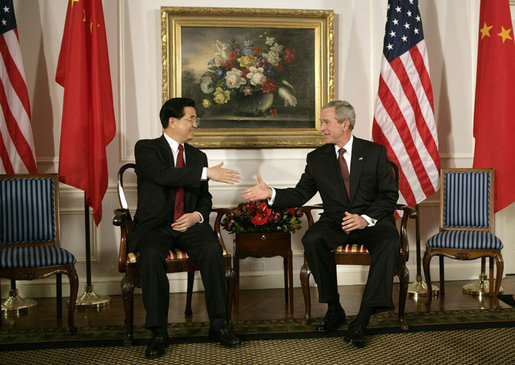
부시와 후진타오

한국 전쟁 당시 유엔군의 주력으로서 대한민국을 지원했던 미국은 조선민주주의인민공화국을 지원하기 위해 개입한 중화인민공화국에 대한 적대적인 태도를 유지하고 있었다. 1971년 리처드 닉슨의 중화인민공화국 방문을 시작으로 중미 양국의 고위급 인사가 상호 방문을 시작했고, 1979년에는 공식 관계를 수립하였다. 베이징 시에 미국 대사관이 개설되었다.

### 일본

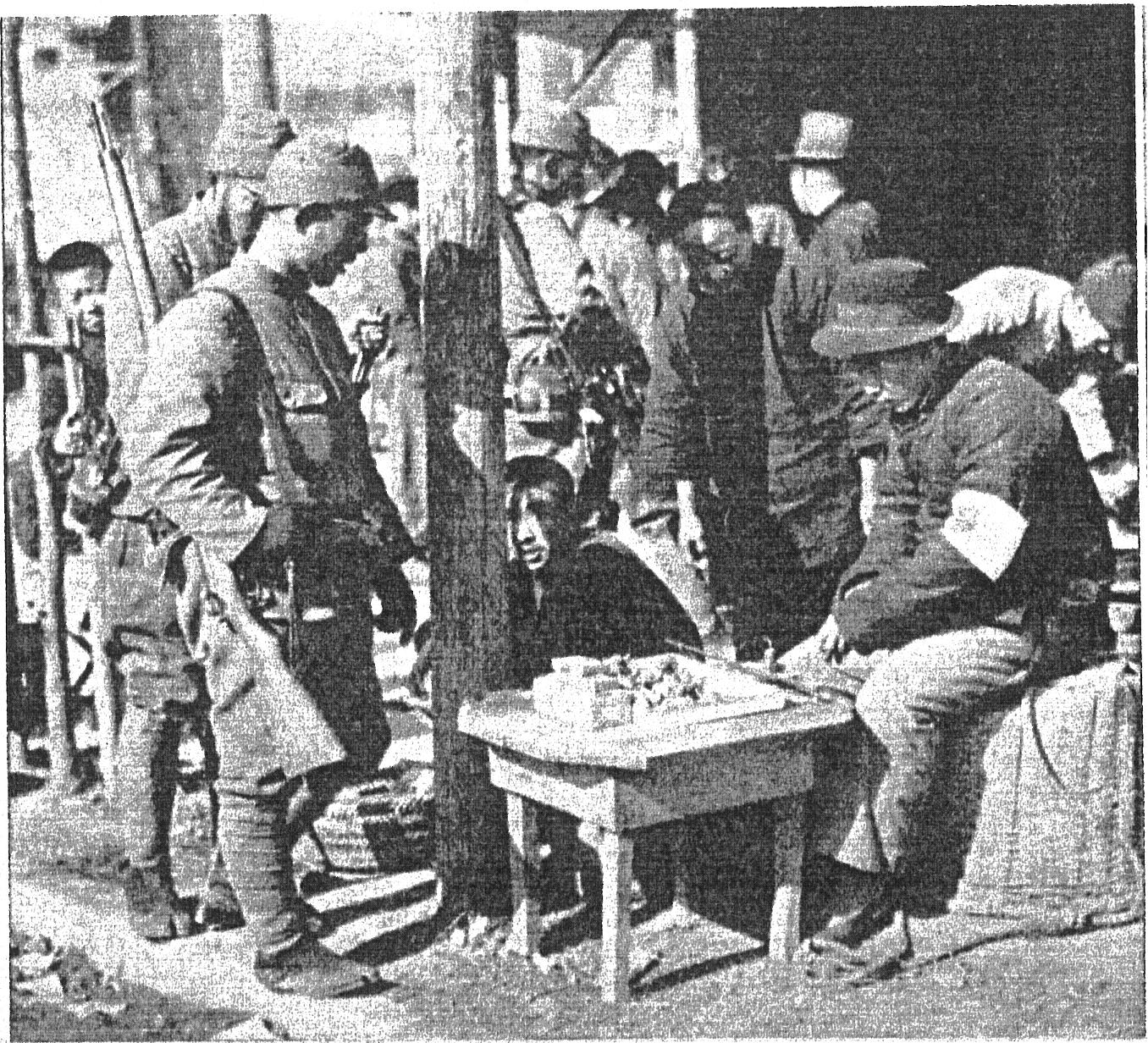
중일 전쟁 당시 중국 난징에 주둔한 일본군 병사와 중국인(1937년)

제2차 세계 대전 당시 일본 제국은 중화민국을 침략하였다. 이런 과거사 문제 때문에 중화인민공화국과 일본의 관계는 초기에는 소원하였으나 동아시아에서의 영향력을 위해 서로 협력을 꾀하고 있다. 1960년대 이후 미국의 중화인민공화국에 대한 접근에 자극을 받은 일본 국내에서는 일중 국교 수립을 위한 움직임이 가속화되었다. 당시 사토 에이사쿠 총리는 기본적으로 대중 자세를 바꾸지 않았으나, 이윽고 자민당의 총재 선출에서 일중국교정상화를 공약으로 내걸었던 다나카 가쿠에이가 승리하였다. 다나카 총리는 오히라 마사요시 외상과 함께 1972년 9월 중국을 방문하여, 마오쩌둥과 저우언라이과 회견하고, 중화인민공화국을 승인하는 것으로 외교 관계를 수립하였다. 국교정상화에 즈음하여 공동성명이 발표되었는데, 일본측은 "전쟁을 통하여 중국 국민에게 중대한 손해를 끼친데 대하여 책임을 통감하고, 깊이 반성한다"고 서술하였고, 중국측은 일본에 대한 전쟁배상의 포기를 선언하였다.:498 2006년 10월의 아베 총리의 방중 때에, 일중 간에는, "전략적 호혜관계"를 목적으로 하는 것이 합의되었다. 공통의 전략적 이익에 기준을 둔 호혜관계가 그것이다. 종래, 서로 사용되지 않았던 "전략"이라고 하는 표현이 처음으로 사용되었다는 것은 특기할 만 하다. 양국이 "전략"이라고 하는 명칭을 사용하는 것에 합의한 배경에는 일-중 관계를 양국관계에 그치지 않고, 장기적, 대국적인 관점에서 구축하고자 하는 의욕이 있는 것으로 볼 수 있다. 다시 말해서, 일중 양국이 아시아 및 세계의 평화와 발전을 위해서 함께 건설적인 공헌을 할 것을 통하여, 공통 이익을 확대시키고, 양국 관계를 발전시키려는 것이 목적이다. "전략적 호혜관계"는 2007년의 원자바오 총리의 방일, 후쿠다 총리의 방중, 2008년의 후진타오 방일에서도 이어지고 있어, 중일관계의 기본축이 되고 있다.:498 2009년 4월에 중국 전역에서 개봉한 《난징!난징!》과 《라베일기》두 편의 전쟁영화가 극장가 흥행열풍을 주도하면서 중·일 양국의 외교관계에까지 악영향을 미치고 있다. 두 영화는 모두 난징 대학살을 소재로 삼고 있다.

## 지역별 대외 관계

### 아시아와의 관계

#### 몽골
역사적으로 몽골과 중국은 수많은 전쟁을 치렀다. 중국의 만리장성은 몽골과 중앙아시아로부터 침입하는 무리들을 물리치기 위하여 건설되었다. 1211년 칭기즈 칸의 정복을 시작으로, 1271년 원나라를 건설하고, 쿠빌라이 칸 치세의 몽골은 1279년 중국 전역을 성공적으로 정복하였다. 이후 몽골 초원은 홍타이지(재위 1626년 ~ 1643년) 이후 청나라의 지배를 받으며 조공을 올리고 자치권을 인정받았다. 그러나 청나라는 강희제와 건륭제 대에 몽골을 공략하여 완전히 복속시켰고, 이를 외몽골이라 칭하였다. 1911년에 중국에서 신해혁명이 일어나자, 외몽골은 중국의 지배에서 벗어날 기회를 잡고 그 해 12월에 혁명(제1차 혁명)을 일으켜 자치를 인정받았다. 러시아에서 10월 혁명이 일어나자 1920년에 중국이 외몽골의 자치를 철폐시켰으나, 그 해에 反중국·민족해방을 목표로 몽골 인민혁명당이 결성되었다. 1921년에 담딘 수흐바타르가 혁명군을 조직하여 제2차 혁명을 일으켜 독립하였다. 몽골은 중화인민공화국의 9번째 수교국이나, 중소 국경 분쟁 때문에 난리를 겪기도 했다. 특히 몽골은 구 소련의 위성국가라고 할 만큼 소비에트연방(소련)과 상당한 친교 관계를 유지했으며, 소련과 중화인민공화국 사이의 국경 분쟁에서 구 소련의 편에 서기도 하였다. 따라서 몽고와 중화인민공화국 간의 양자 관계는 오랫동안 중-소(소련은 1990년까지 몽골의 또다른 이웃국가이자 주요 동맹이었다.) 관계에 의해 지배되어 왔다. 1980년대 말 소련과 중국 간의 화해로, 중국-몽골의 관계 또한 개선되기 시작하였다. 1990년대 이래, 중국은 몽골의 최대 교역국이 되었고 수많은 중국 회사들이 몽골 내에서 운영되고 있다. 한편, 내몽골 자치구는 중화인민공화국의 영토이므로 문제점이 많다. (→몽골)

#### 베트남
기원전 206년 진나라가 멸망한 후, 중국 대륙에는 한나라가 들어섰다. 그러자, 기원전 203년 진나라의 장수였던 찌에우 다가 번우(현, 광저우)를 수도로 하여 남월국을 건국하고, 남월 무왕(南越武王)을 자칭을 하였다. 독립 세력으로 성장한 찌에우 다는 남쪽으로 눈을 돌려 안드엉브엉의 툭판 왕조를 물리치고 아우락 부족을 남월국에 통합시켰다. 남월국은 최전성기에 오늘의 광둥성, 광시 좡족 자치구의 대부분과 푸젠성, 후난성, 구이저우성, 윈난성의 일부와 베트남 북부를 포함한 광대한 지역에 이르고 있었다. 남월국은 기원전 111년 한나라의 한 무제에 의해 멸망하였으므로 베트남 북부 지역도 한나라의 지배에 들어가게 되었다. 베트남은 기원전 111년에 한나라에 복속되었다. 이로부터 10세기까지 간헐적인 독립 운동을 제외하고는 중국 세력의 통치가 지속되었다. 후한(23년~220년) 초기, 베트남에서 독립을 위한 투쟁을 했는데, 이것이 쯩 자매의 운동이다. 한나라를 재건한 광무제는 41년 복파장군 마원(馬援)을 보내었다. 마원은 42년에 쯩 자매를 처형하고 베트남 내의 중국의 통치권을 확립하려 하였고 잔당 토벌 중 쯩 자매의 무리를 토벌하려던 41년의 전쟁 때 걸린 열병으로 49년 진영 내에서 사망했다.
938년 전쟁 끝에 중국에서 독립한 이래, 재복속을 노리는 몽골 제국, 명나라와 계속 전쟁을 벌여왔다. 939년 베트남의 응오꾸옌이 바익당 강(베트남어: Bạch Đằng River)에서 남한(南漢)을 물리치고 10세기 이후에는 중국의 지배로부터 독립을 쟁취하였다. 또한 한 세기 후에는 완전한 자치권도 얻어냈다. 나라 이름은 다이비엣이라 하였고, 리 왕조와 쩐 왕조 시기에 황금기를 맞이하였다. 쩐 왕조 통치 동안 쩐흥다오는 원나라에 의한 몽골인의 침입을 무려 세 번(1285년과 1288년)씩이나 물리쳤다.
호 왕조를 거치면서 중국의 명나라의 영락제의 침략에 의해 한동안 정복당해 탄압받았으나, 레 왕조를 세운 레로이(Lê Lợi)가 이를 회복하였다. 베트남은 15세기 레 왕조 시기에는 절정에 달하였는데, 특히 레탄똥 황제의 통치(1460년–1497년) 때 그러하였다. 레 왕조가 끝날 무렵, 민중 봉기가 베트남을 뒤덮었다. 먼저, 중국의 힘을 업고 막 왕조(Mạc, 莫)가 레 왕조의 힘에 도전하였다. 막 왕조를 패퇴시킨 뒤 레 왕조는 다시 일어났으나 실질적인 힘이 없었다. 이때 권력은 북부의 찐 왕조(Trịnh, 鄭) 남부의 응우옌 왕조로 분할되었다. 응우옌은 40년 넘게 민중 전쟁에 개입한 인물이었다. 1789년에 하노이까지 진격해 온 청나라 군대를 섬멸한 것은 베트남 역사상 가장 유명한 조국수호의 일화이다. 1979년 2월에는 중국군이 캄보디아 침공의 보복으로 베트남을 공격했다. 그러나 중국은 실전 경험 풍부한 베트남군에 참패해, 3월에 철수하게 된다. (중국-베트남 전쟁)

#### 타이
타이족은 언어학적으로 중국 남부에 있는 여러 집단과 관련이 있다. 6세기와 7세기에 거쳐 중국 남부에서로부터 동남아시아로 집단 이주가 이루어졌다고 생각된다.

#### 캄보디아
고고학적 증거에 의하면 캄보디아에는 기원전 2000년~1000년대 사이에 신석기 수준의 문명을 가진 사람들이 살았다. 이들은 주로 중국 동남부에서 이주해 온 것으로 추측된다. 13세기에 들어 원나라의 크메르 제국 침공이 시작되었다.
론 놀의 쿠데타 이후 시하누크는 중국 베이징으로 탈출해 캄푸차 민족통일전선을 결성하여, 반론놀 공동투쟁을 호소하였다. 그를 도와 캄보디아 귀국시킨 세력은 당시 모택동주의(마오이즘)에 심취한 폴 포트, 큐 삼판, 이엔 사리 등이 지휘하는 공산주의 세력 즉, 크메르루주였다. 10월 폴 포트는 시하누크를 옹립하고 론 놀 정권과의 사이에 내전이 시작되었다. 1979년 2월에는 중국군이 캄보디아 침공의 보복으로 베트남을 공격했다. 그러나 중국은 실전 경험 풍부한 베트남군에 참패해, 3월에 철수하게 된다.

### 유럽

#### 러시아
청나라의 강희제(재위: 1661~1722년) 때, 러시아 제국이 강점한 네르친스크를 회복하기 위한 전쟁에서 승리하여 네르친스크 조약(1689년)을 체결하고, 스타노보이산맥과 아무르강(흑룡강)을 따라 러시아와 국경을 확정하였다.

#### 바티칸 시국
중화인민공화국과 성좌 사이에는 외교 관계가 없다. 또한, 성좌의 입장 자체가 공산주의 사상에 그리 우호적이지 않으며, 종교를 정부의 통제하에 두려는 중화인민공화국과 의견이 일치하지 않아 수교에 어려움을 겪고 있다. 중국 대륙 내의 주교 임명은 중화인민공화국 정부가 주도하고 있으며, 따라서 바티칸은 이렇게 임명된 주교를 인정하지 않고 있다. 한편 바티칸 시국과 중화인민공화국의 수교문제가 오랫동안 거론되어 왔는데, 중화인민공화국은 교황 요한 바오로 2세의 사망 직후인 지난 2005년 4월 5일 친강(秦剛) 외교부 대변인을 통해 "바티칸이 대만(중화민국)과 단교하고 종교를 내세워 중국(중화인민공화국)의 내부문제에 개입하지 않는다면 언제든지 바티칸 시국과 수교할 준비가 되어 있다"고 하여 중화민국과의 관계단절을 직접적으로 요구하였다. 그러나 현재 중화인민공화국에서 '중국천주교애국회'라는 관영 종교단체 산하의 공동체만이 합법적으로 활동할 수 있는데, 이에 대해 성좌 측에서 중국 내 모든 가톨릭교회 공동체를 교황청 관할하에 두어야만 수교가 가능하다는 입장을 보이고 있고, 이에 중화인민공화국 정부가 입장을 굽히지 않아 현재까지도 바티칸 시국과 중화인민공화국의 수교 논의는 진전없이 평행선을 달리고 있다.

#### 영국
영국은 청나라와 중화민국과 외교 관계를 수립한 적이 있으며, 1950년 중화인민공화국을 승인, 국교를 수립했다. 1971년에는 유엔 총회 결의 제2758호에서 중화인민공화국의 유엔 내 상임이사국 지위 획득을 지지하였다. 1997년 영국령이었던 홍콩을 중화인민공화국에 반환하였다.

#### 파푸아 뉴기니
파푸아뉴기니와 중화인민공화국은, 파푸아 뉴기니가 독립하고 얼마 뒤인 1976년에 공식적인 외교관계를 수립하였다. 양국은 외교 · 경제적, 그리고 미약하나마 군사적 관계를 유지하고 있다. 관계는 우호적이다. 중국은 파푸아 뉴기니에 대한 중요한 투자국이자 개발 지원국이다.

## 같이 보기
- 중화인민공화국의 대외 정책